# Епископская митра
Епископская митра, или епископская шапка (лат. Mitra mitra) — вид морских брюхоногих моллюсков из семейства митрид.

## Описание
Максимальная длина раковины для этого вида составляет 18 см, обычно 14 см. Раковина удлинённая, с высоким завитком. Поверхность гладкая с несколькими слабыми, спиральными углублениями ближе к концу. Цвет белый со спиральными рядами крупных оранжевых или красных пятен.

## Распространение
Вид широко распространён в Индо-Тихоокеанской области, от Восточной Африки, включая Мадагаскар и Красное море, до восточной Полинезии. Граница ареала проходит от южной Японии, Уэйка и Гавайев на севере до Австралии на юге.
Живёт в приливной и литоральной зонах на глубине приблизительно 80 м.

## Питание
Епископская митра — активный хищник, который питается мелкими брюхоногими и двустворчатыми моллюсками.